# De Bourbon de Parme

Geslachtswapen (1996)

De Bourbon de Parme is een tak van het huis Bourbon-Parma. Sinds 1996 behoren enkele leden tot de Nederlandse adel. 

## Geschiedenis
Bij koninklijk besluit van 15 mei 1996 werden de vier kinderen van prinses Irene der Nederlanden op grond van de Wet op de Adeldom ingelijfd in de Nederlandse adel als afstammend van het adellijke huis Bourbon-Parma. Dit gebeurde voor de twee zonen met de titel van prins op allen, voor de twee dochters met de titel van prinses "voor haar persoon alleen". Allen behielden het door hen gevoerde predicaat Koninklijke Hoogheid.
Hiermee ging een nieuw adelsgeslacht behoren tot de Nederlandse adel. Het was tevens de eerste keer dat een adelsbesluit werd genomen op grond van de in 1994 in werking getreden Wet op de adeldom. De vier personen zijn opgenomen in de veertiende adelslijst zoals gepubliceerd in 2004 in het Staatsblad. Het hun verleende predicaat wordt daarin niet vermeld.

### Dispuut
Na deze inlijving ontstond er in de literatuur een dispuut of deze vier personen wel in de Nederlandse adel hadden kunnen worden opgenomen. Dit spitste zich toe op de vraag of het Spaanse adelsstatuut op grond waarvan inlijving was verleend wel vergelijkbaar was met het Nederlandse, een voorwaarde voor inlijving. Daarnaast betrof het dispuut het predicaat Koninklijke Hoogheid; dit laatste zou moeten worden voorbehouden aan personen van regerende of op regering aanspraak makende personen, terwijl voor prinsen die dat niet zijn het predicaat Doorluchtige Hoogheid zou moeten gelden.

### Buiten huwelijk geboren zoon
Als buitenechtelijke zoon van Carlos de Bourbon de Parme werd in 1997 Hugo Klynstra geboren. Deze vroeg na het bereiken van zijn meerderjarigheid naamswijziging tot De Bourbon de Parme aan. Op dit verzoekschrift werd door de minister van Justitie op 14 september 2015 positief beschikt. Een daaropvolgend bezwaarschrift van zijn vader werd op 9 maart 2016 ongegrond verklaard. Bij KB kan Hugo naam en adellijke titel van prins en het predicaat zijne koninklijke hoogheid verkrijgen. Op 28 februari 2018 wees de afdeling bestuursrechtspraak van de Raad van State het hoger beroep tegen de uitspraak van de rechtbank Den Haag van 18 november 2016 af. Het gevolg van die uitspraak was dat Klynstra naamswijziging verkreeg in De Bourbon de Parme met de titel van prins en het predicaat Koninklijke Hoogheid. Kort daarna werd de naamswijziging bij Koninklijk Besluit gerealiseerd. De datum van het Koninklijk Besluit is niet bekendgemaakt op grond van de AVG.

## Europees geslacht
De Nederlandse familie De Bourbon de Parme maakt deel uit van het huis Bourbon, dat een van de oude en meest vertakte vorstenhuizen van Europa is. Takken regeerden in Frankrijk en verschillende gebieden in het huidige Italië, en het huis regeert nog steeds in Spanje. Door sommigen wordt het hoofd van de Parmezaanse tak wel aangeduid als (titulair) hertog van Parma; in 1859 sprak de bevolking van Parma zich uit voor aansluiting bij het Koninkrijk Sardinië en hield Parma als soeverein vorstendom op te bestaan. Een aantal maal per jaar woont de Parmezaanse tak van de familie echter officiële bijeenkomsten bij te Parma. De familie deelt ook nog Parmezaanse (ridder)ordes uit. In Spanje zien de Carlisten het hoofd van de Parmezaanse tak als koning van Spanje. In Frankrijk eert een kleine stroming van legitimisten hem, vanwege de unieke afstamming in mannelijke lijn van Lodewijk XIV, als koning. In Nederland wordt deze familie vooral gezien als het gezin van prinses Irene en sinds 1996 maken ze dus ook deel uit van de Nederlandse adel; de buitenlandse aanspraken met bijbehorende titels zoals op die van Parma en Spanje worden in Nederland niet erkend.

## Prins/Prinses de Bourbon de Parme (1996–)
- Prins Carlos de Bourbon de Parme (27 januari 1970)
  - Prins Hugo de Bourbon de Parme (1997–)
  - Prinses Luisa de Bourbon de Parme (2012–)
  - Prinses Cecilia de Bourbon de Parme (2013–)
  - Prins Carlos de Bourbon de Parme (2016–)
- Prinses Margarita de Bourbon de Parme (1972–)
  - Julia Carolina Catharina (2008-)
  - Paola Cecilia Laurentien (2011-)
- Prins Jaime de Bourbon de Parme (1972–)
  - Prinses Zita de Bourbon de Parme (2014–)
  - Prinses Gloria de Bourbon de Parme (2016–)
- Prinses Carolina de Bourbon de Parme (1974–)
  - Alaïa-Maria Irene Cecile (2014-)
  - Xavier Albert Alphons (2015-)